# Östervångsstadion
Östervångsstadion är en sportanläggning som byggdes under 2001. Det ligger i Trelleborg i Sverige och finns intill Söderslättshallen, Östervångsparken och Vångavallen.

## Galleri

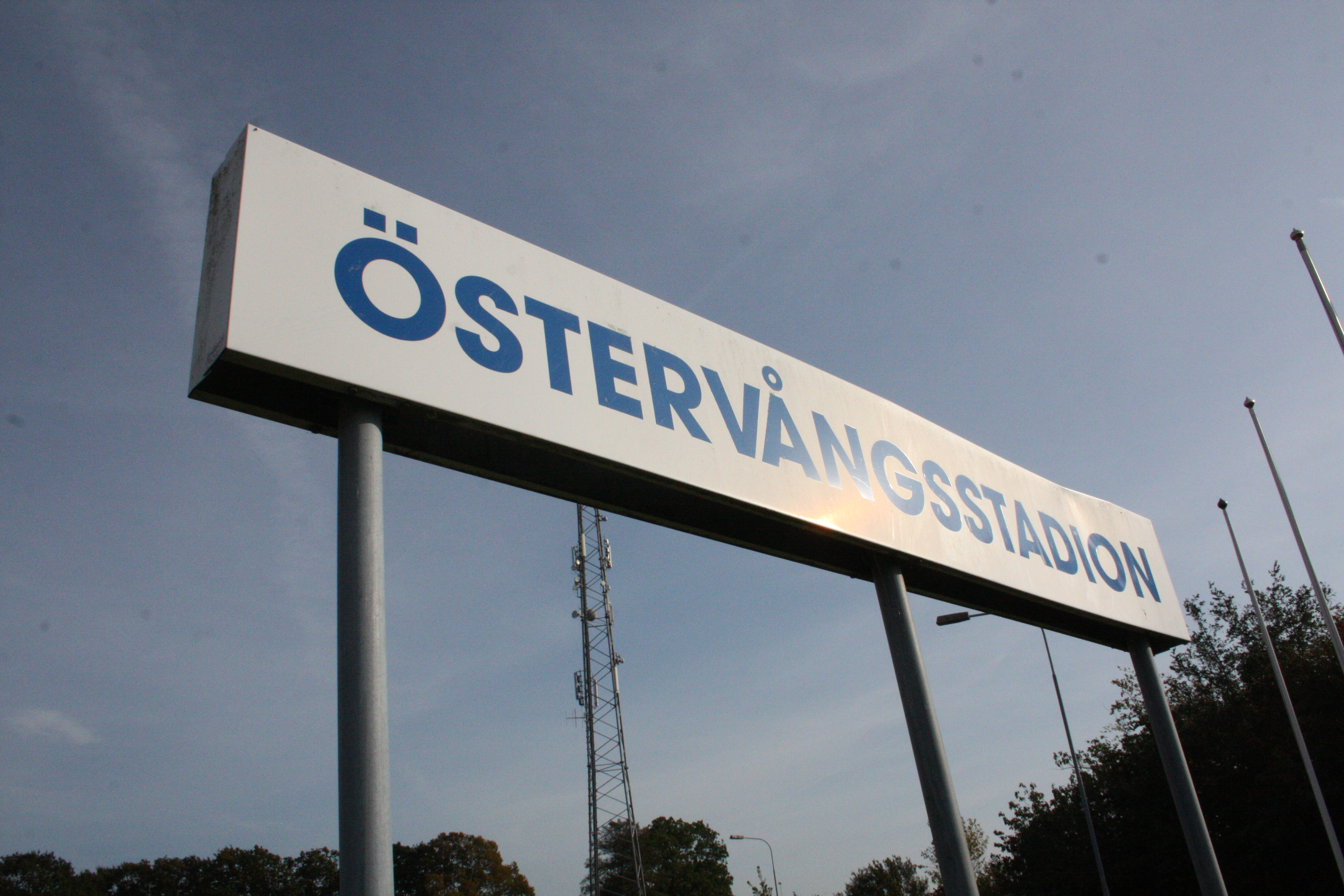
Skylt
Östervångsstadion, med Söderslättshallen på vänster sida. Östervångsparken ligger till höger